# Искрица (река)
Искрица (фин. Yskjoki) — река в России, протекает в Выборгском районе Ленинградской области. Впадает в Большое Раковое озеро. Длина реки составляет 10 км.

## География
Искрица вытекает из Вишнёвского озера в районе посёлка Красносельское и впадает в Большое Раковое озеро. Из Большого Ракового озера вытекает река Булатная, впадающая в Вуоксу.

## Данные водного реестра
По данным государственного водного реестра России относится к Балтийскому бассейновому округу, водохозяйственный участок реки — Водные объекты бассейна оз. Ладожское без рр. Волхов, Свирь и Сясь, речной подбассейн реки — Нева и реки бассейна Ладожского озера (без подбассейна Свирь и Волхов, российская часть бассейнов). Относится к речному бассейну реки Нева (включая бассейны рек Онежского и Ладожского озера).
Код объекта в государственном водном реестре — 01040300212102000009645.